# Nino Marcelli
Nino Marcelli (* 29. Mai 2005 in Bratislava) ist ein slowakischer Fußballspieler. Der Flügelspieler spielt für den slowakischen Rekordmeister ŠK Slovan Bratislava.

## Karriere

### Im Verein
Marcelli begann in seiner Kindheit beim FKM Karlova Ves Bratislava mit dem Fußballspielen, ehe er 2014 in die Nachwuchsabteilung von Slovan Bratislava wechselte. Dort durchlief er alle weiteren Jugendmannschaften. Im Alter von 16 Jahren nahm er an einem Probetraining bei der AS Rom teil, bei dem er sich jedoch schwer verletzte und längerfristig verletzungsbedingt ausfiel. 2021 wurde Marcelli von Trainer Vladimír Weiss in den erweiterten Kader der ersten Mannschaft befördert, von da an nahm er an den Mannschaftstrainings teil. Daneben kam er ab April 2022 für die U-19 zum Einsatz. Zur Saison 2022/23 wurde er zudem Kader der U-21, die in der zweitklassigen 2. Liga spielte. Dort kam er in 16 Spielen zum Einsatz und konnte drei Tore erzielen. Außerdem war er im März 2023 erstmals Teil des Kaders der ersten Mannschaft, kam bei den beiden Achtelfinalspielen der Europa Conference League gegen den FC Basel jedoch nicht zum Einsatz. In der Saison 2023/24 schaffte er den Sprung in die erste Mannschaft und etablierte sich direkt als Stammspieler. Direkt am 1. Spieltag gab er beim 0:0-Unentschieden gegen den FC Košice sein Debüt, und am 12. August 2023 konnte er beim 2:1-Sieg gegen den MFK Skalica sein erstes Profitor erzielen. Am 31. Juli 2023 unterzeichnete er zudem einen Vierjahresvertrag bei Slovan Bratislava, für die er in der Saison zu einem wichtigen Stammspieler avancierte und mit denen er am Ende der Saison auch die Meisterschaft gewinnen konnte.

### In der Nationalmannschaft
Marcelli durchlief mehrere Nachwuchsnationalmannschaften der Slowakei und kam zunächst für die U-19 zum Einsatz. Im Mai 2023 wurde er in den Kader der U-20-Nationalmannschaft für die anstehende U-20-Fußball-Weltmeisterschaft in Argentinien berufen. Dort debütierte er beim 4:0-Sieg gegen Fidschi. Insgesamt kam Marcelli zu drei Einsätzen, ehe die Slowakei nach einer 1:5-Niederlage gegen Kolumbien im Achtelfinale ausschied. Im September 2023 wurde er erstmals in den Kader der U-21-Nationalmannschaft berufen und debütierte am 7. September 2023 bei der 0:2-Niederlage gegen Tschechien.

## Erfolge
Slovan Bratislava
- Slowakischer Meister: 2023/24